# Massimo Laura
Massimo Laura (* 1957 in Sanremo) ist ein italienischer Konzertgitarrist.

## Leben
Massimo Laura studierte am Konservatorium „Giuseppe Verdi“ in Mailand und bei Oscar Ghiglia in Basel.
Von 1980 an spielte er an der Mailänder Scala, unter anderem unter der Leitung von Lorin Maazel, Riccardo Muti, Wolfgang Sawallisch, Roberto Abbado, Carlos Kleiber und Giuseppe Sinopoli.
Massimo Laura spielt sowohl Solokonzerte als auch in Orchesterkonzerten auf Gitarren des Gitarrenbauers Hermann Hauser I aus dem Jahr 1929. Zu seinem Repertoire gehören Werke italienischer Komponisten wie Luciano Berio, Franco Donatoni und Goffredo Petrassi.
Laura produzierte zwei Alben Giochi und Carrilon, die dem italienischen Gitarrenvirtuosen Benvenuto Terzi gewidmet sind.
Massimo Laura unterrichtet am Konservatorium von Como und ist Leiter der Meisterklasse des Konservatoriums in Lugano.
Laura tritt seit 2006 mit dem deutschen Gitarristen Ulrich Steier als Aranjuez Guitar Duo auf.

## Erfolge
- 1986: 1. Preis Internationaler Gitarrenwettbewerb in Alessandria
- 1987: 1. Preis Internationaler Gitarrenwettbewerb in Mailand
- 1988: 1. Preis Certamen Internacional de Guitarra Francesc Tàrrega in Benicàssim